# قارچ‌های بچه‌دان
قارچ‌های بچه‌دان (نام علمی: Clavariadelphaceae) نام یک تیره از زیررده قارچ‌های گندو است.